# Lechtegoor
Das Lechtegoor ist ein Naturschutzgebiet in der niedersächsischen Gemeinde Gersten in der Samtgemeinde Lengerich im Landkreis Emsland.
Das Naturschutzgebiet mit dem Kennzeichen NSG WE 055 ist 5,5 Hektar groß. Es steht seit dem 1. November 1977 unter Naturschutz. Zuständige untere Naturschutzbehörde ist der Landkreis Emsland.
Das Naturschutzgebiet liegt zwischen Haselünne und Lengerich und stellt einen See mit seinen Uferbereichen unter Schutz. Der nahezu kreisrunde See ist vermutlich durch einen Erdfall entstanden. Der See ist von Röhricht und einem Gehölzsaum aus Erlenbruchwald und Birken-Eichenwald umgeben und etwa drei Hektar groß.
Im Westen grenzt das Naturschutzgebiet an die Kreisstraße 322.

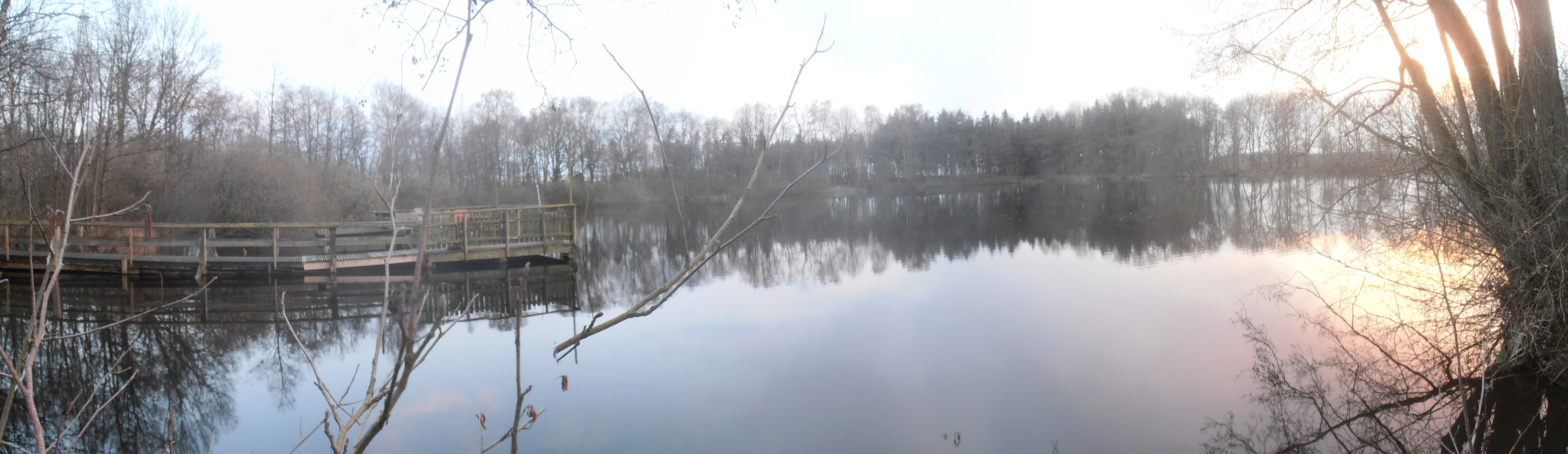
Blick von Nordosten